# Уинтервильские курганы

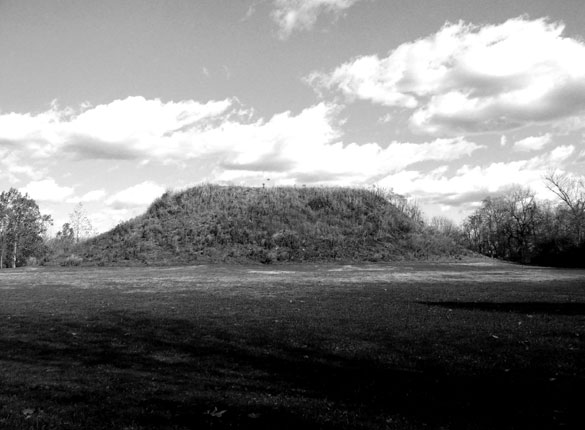
Курган A, крупнейший из курганов Уинтервиля, г. Гринвиль, штат Миссисипи

Уинтервильские курганы, англ. Winterville Mounds — археологический памятник, состоящий из платформенных курганов с субструктурами, окружающих центральную площадь. Является типовым памятником для Уинтервильской фазы культуры Плакемин-миссисипской культуры.

## Курганы

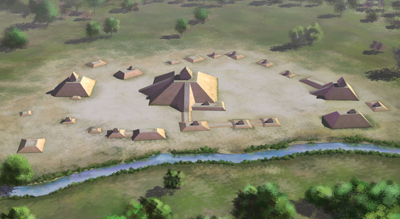
Концепция художника сайта Уинтервильские курганы.

Уинтервильские курганы названы в честь близлежащего городка Уинтервиль в штате Миссисипи. Это был доисторический церемониальный центр аборигенной Плакеминской культуры, существовавшей в период 1000—1450 годов н. э. Курганы были местом совершения религиозных церемоний, на их вершинах возводились культовые сооружения. Археологические данные показывают, что люди, совершавшие церемонии на курганах, жили в отдалении от них на семейных фермах, разбросанных по обширному региону в дельте рек Язу и Миссисипи. Лишь некоторые, особо высокопоставленные племенные «вожди» жили непосредственно на курганах.
Уинтервильский церемониальный центр состоял их как минимум 23 курганов, которые группировались по периметру нескольких площадей. Некоторые курганы, расположенные за пределами парка, были сровнены с землёй при строительстве шоссе и ферм. В отношении двенадцати крупнейших курганов, в том числе Храмового кургана высотой 17 метров, в настоящее время осуществляется долговременная программа консервации, которую проводит центр археологических исследований Университета штата Миссисипи.
Как показывают раскопки, культура создателей Уинтервильских курганов — плакеминская культура — была весьма близка культуре крупного племени натчез, о котором немало свидетельств оставили французские путешественники в начале XVIII века. Общество натчез было весьма иерархичным, при этом социальный статус определялся родословной по материнской линии. Должности вождя и других важных лиц в племени были наследственными.
В конце 1300-х годов здание на Храмовом кургане охватил большой пожар, причины которого неясны. После пожара люди в этих местах продолжали жить, однако население стало уменьшаться, новые курганы не сооружались, а старые были запущены. В то же время, в 80 км к югу, в низовьях реки Язу, стали расти поселения и появляться новые курганы. К 1450 году н. э. Уинтервильские курганы были окончательно заброшены.
Уинтервильские курганы причислены к Национальным историческим достопримечательностям в 1993 году.

## Керамика

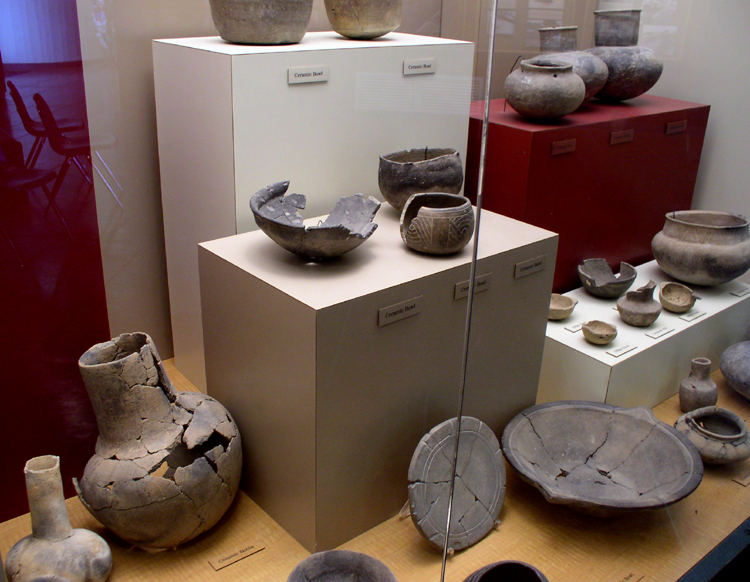
Индейская керамика, найденная при раскопках Уинтервиля в экспозиции уинтервильского музея.

Жители Уинтервиля изготавливали керамику, накладывая друг на друга полоски глины и затем разглаживая их. Такой метод был характерен для большинства видов индейской керамики на востоке США, где был неизвестен гончарный круг. Для отжига керамики в глину добавлялись размолотые раковины, песок, дроблёный кирпич и твёрдые куски глины. Поверхность сосудов была различной — от весьма грубой до изящно отполированной. Формы керамики тоже различны: от плоских чаш и блюд до кубков и кувшинов; на некоторых сосудах ручки выполнены в виде животных. Поверхность сосудов украшалась как примитивными узорами, так и весьма сложными мотивами-насечками юго-восточного церемониального комплекса.
Большая часть керамики, обнаруженной в Уинтервиле, относится к различным видам «аддисовской простой» (Addis Plain) керамики типов «Аддис», «Гринвиль» и «Холли-Блафф» (подтипы керамики названы по археологическим памятникам, где встречаются их характерные образцы). Часть керамики, обнаруженной в Уинтервиле, как предполагается, была импортирована из других поселений миссисипской культуры (вероятно, из Кахокии или племён, испытваших влияние Кахокии): примерами такой «импортной» керамики являются обломки «ноденской красной» (дюмонской) и «уолсовской гравированной» керамики. Для такой привозной керамики характерна роспись красными и белыми мазками, более тонкие стенки, лучше обработанная поверхность по сравнению с местной керамикой. Вероятно, привозная керамика выше ценилась из-за изящества исполнения и росписи.